# Alina Harnasko
Alina Harnasko (Minsk, 9 de agosto de 2001) é uma ginasta bielorrussa, medalhista olímpica.

## Carreira
Harnasko conquistou a medalha de bronze nos Jogos Olímpicos de Verão de 2020 em Tóquio na prova feminina da ginástica rítmica com um total de 102.700 pontos na sua performance.